# World Team Cup 2012
De Power Horse World Team Cup 2012  werd gehouden van 20 tot en met 26 mei 2012 in het Duitse Düsseldorf. Het was de vierendertigste editie van het tennistoernooi tussen landen. Dit toernooi bestaat uit twee enkelspelpartijen en één dubbelspelpartij.
Het Servische team won voor de tweede keer de World Team Cup.

## Groepsfase

### Rode groep

#### Eindstand
| Pos. | Land             | W | V | Wedstr. | Sets |
| ---- | ---------------- | - | - | ------- | ---- |
| 1.   | Tsjechië         | 3 | 0 | 7-2     | 17-8 |
| 2.   | Argentinië       | 2 | 1 | 7-2     | 16-8 |
| 3.   | Verenigde Staten | 1 | 2 | 2-7     | 6-15 |
| 4.   | Japan            | 0 | 3 | 2-7     | 7-15 |

#### Wedstrijden
| Argentinië                              | - | Verenigde Staten              | 3 - 0               |
| --------------------------------------- | - | ----------------------------- | ------------------- |
| Carlos Berlocq                          | - | Andy Roddick                  | 6-2, 6-2            |
| Leonardo Mayer                          | - | Ryan Harrison                 | 6-4, 5-7, 6-3       |
| Carlos Berlocq Juan Ignacio Chela       | - | James Blake Ryan Harrison     | 7-6(2), 6-4         |
| Tsjechië                                | - | Japan                         | 2 - 1               |
| Tomáš Berdych                           | - | Go Soeda                      | 6-1, 3-6, 6-1       |
| Radek Štěpánek                          | - | Tatsuma Ito                   | 6-3, 4-6, 4-6       |
| František Čermák Radek Štěpánek         | - | Tatsuma Ito Go Soeda          | 6-2, 7-6(4)         |
| Argentinië                              | - | Japan                         | 3 - 0               |
| Carlos Berlocq                          | - | Go Soeda                      | 6-3, 6-4            |
| Leonardo Mayer                          | - | Tatsuma Ito                   | 6-4, 6-4            |
| Juan Ignacio Chela Juan Pablo Brzezicki | - | Tatsuma Ito Bumpei Sato       | 6-7(3), 6-1, [10-7] |
| Tsjechië                                | - | Verenigde Staten              | 3 - 0               |
| Tomáš Berdych                           | - | Andy Roddick                  | 6-1, 6-2            |
| Radek Štěpánek                          | - | James Blake                   | 6-2, 6-1            |
| Janko Tipsarević Viktor Troicki         | - | Ryan Harrison Andy Roddick    | 7-6(5), 5-7, [10-8] |
| Tsjechië                                | - | Argentinië                    | 2 - 1               |
| Tomáš Berdych                           | - | Carlos Berlocq                | 6-1, 6-7(2), 6-3    |
| Radek Štěpánek                          | - | Leonardo Mayer                | 7-6(4), 5-7, 4-6    |
| František Čermák Radek Štěpánek         | - | Carlos Berlocq Leonardo Mayer | 6-4, 4-6, [10-3]    |
| Verenigde Staten                        | - | Japan                         | -                   |
| Andy Roddick                            | - | Go Soeda                      | 5-7, 6-7(5)         |
| Ryan Harrison                           | - | Tatsuma Ito                   | 2-6, 3-6, 2-6       |
| James Blake Ryan Harrison               | - | Tatsuma Ito Bumpei Sato       | 4-6, 6-0, [10-3]    |

### Blauwe groep

#### Eindstand
| Pos. | Land      | W | V | Wedstr. | Sets |
| ---- | --------- | - | - | ------- | ---- |
| 1.   | Servië    | 3 | 0 | 6-3     | 12-7 |
| 2.   | Duitsland | 2 | 1 | 7-2     | 15–6 |
| 3.   | Rusland   | 1 | 2 | 3-6     | 7-13 |
| 4.   | Kroatië   | 0 | 3 | 2–7     | 6–14 |

#### Wedstrijden
| Kroatië                          | - | Servië                             | 1 - 2            |
| -------------------------------- | - | ---------------------------------- | ---------------- |
| Lovro Zovko                      | - | Janko Tipsarević                   | 0-6, 0-6         |
| Ivan Dodig                       | - | Viktor Troicki                     | 3-6, 6-7(3)      |
| Ivan Dodig Lovro Zovko           | - | Viktor Troicki Nenad Zimonjić      | 7-6(5,) 7-6(4)   |
| Duitsland                        | - | Rusland                            | 3 - 0            |
| Philipp Kohlschreiber            | - | Alex Bogomolov jr.                 | 6-0, 6-2         |
| Florian Mayer                    | - | Igor Andrejev                      | 6-2, 7-6(7)      |
| Christopher Kas Florian Mayer    | - | Igor Koenitsyn Dmitri Toersoenov   | 6*4, 3-6, [10-8] |
| Kroatië                          | - | Duitsland                          | 0 - 3            |
| Lovro Zovko                      | - | Philipp Kohlschreiber              | 2-6, 6-7(2)      |
| Ivan Dodig                       | - | Florian Mayer                      | 1-6, 1-6         |
| Ivan Dodig Lovro Zovko           | - | Christopher Kas Philipp Petzschner | 4-6, 6-1, [3-10] |
| Servië                           | - | Rusland                            | 2 - 1            |
| Janko Tipsarević                 | - | Alex Bogomolov jr.                 | 6-1, 6-3         |
| Viktor Troicki                   | - | Dmitri Toersoenov                  | 6-3, 6-2         |
| Miki Janković Nenad Zimonjić     | - | Igor Koenitsyn Dmitri Toersoenov   | 5-7, 6-7(6)      |
| Servië                           | - | Duitsland                          | 2 - 1            |
| Janko Tipsarević                 | - | Philipp Kohlschreiber              | 6-4, 3-6, 7-5    |
| Viktor Troicki                   | - | Florian Mayer                      | 7-6(6), 6-3      |
| Miki Janković Nenad Zimonjić     | - | Christopher Kas Philipp Petzschner | 4-6, 4-6         |
| Rusland                          | - | Kroatië                            | 2 - 1            |
| Alex Bogomolov jr.               | - | Lovro Zovko                        | 6-4, 6-2         |
| Igor Koenitsyn                   | - | Ivan Dodig                         | 6-7(0), 4-6      |
| Igor Koenitsyn Dmitri Toersoenov | - | Ivan Dodig Lovro Zovko             | 2-6, 6-3, [10-3] |

## Finale
| Tsjechië                       | - | Servië                          | 0 - 3         |
| ------------------------------ | - | ------------------------------- | ------------- |
| Tomáš Berdych                  | - | Janko Tipsarević                | 5-7, 6-7(8)   |
| Radek Štěpánek                 | - | Viktor Troicki                  | 6-2, 4-6, 3-6 |
| Tomáš Berdych František Čermák | - | Janko Tipsarević Nenad Zimonjić | 3-6, 1-6      |